# Gördeszkázás a 2020. évi nyári olimpiai játékokon
A 2020. évi nyári olimpiai játékokon a gördeszkázás versenyszámait július 25. és augusztus 5. között rendezték meg. Összesen 4 versenyszámban avattak olimpiai bajnokot. A gördeszkázás első alkalommal szerepelt az olimpiák történetében.

## Éremtáblázat
(A táblázatokban a rendező nemzet sportolói eltérő háttérszínnel, az egyes számoszlopok legmagasabb értéke vagy értékei vastagítással kiemelve.)
| A 2020. évi nyári olimpiai játékok éremtáblázata gördeszkázásban | A 2020. évi nyári olimpiai játékok éremtáblázata gördeszkázásban | A 2020. évi nyári olimpiai játékok éremtáblázata gördeszkázásban | A 2020. évi nyári olimpiai játékok éremtáblázata gördeszkázásban | A 2020. évi nyári olimpiai játékok éremtáblázata gördeszkázásban | Olimpia  |
| ---------------------------------------------------------------- | ---------------------------------------------------------------- | ---------------------------------------------------------------- | ---------------------------------------------------------------- | ---------------------------------------------------------------- | -------- |
|                                                                  | Ország                                                           | Arany                                                            | Ezüst                                                            | Bronz                                                            | Összesen |
| 1.                                                               | Japán (JPN)                                                      | 3                                                                | 1                                                                | 1                                                                | 5        |
| 2.                                                               | Ausztrália (AUS)                                                 | 1                                                                | 0                                                                | 0                                                                | 1        |
|                                                                  |                                                                  |                                                                  |                                                                  |                                                                  |          |
| 3.                                                               | Brazília (BRA)                                                   | 0                                                                | 3                                                                | 0                                                                | 3        |
|                                                                  |                                                                  |                                                                  |                                                                  |                                                                  |          |
| 4.                                                               | Egyesült Államok (USA)                                           | 0                                                                | 0                                                                | 2                                                                | 2        |
| 5.                                                               | Nagy-Britannia (GBR)                                             | 0                                                                | 0                                                                | 1                                                                | 1        |
|                                                                  |                                                                  |                                                                  |                                                                  |                                                                  |          |
| Összesen                                                         | Összesen                                                         | 4                                                                | 4                                                                | 4                                                                | 12       |

## Érmesek
| A 2020. évi nyári olimpiai játékok érmesei gördeszkázásban |                                  |                                 |                                       |
| Versenyszám                                                | Arany                            | Ezüst                           | Bronz                                 |
| Férfi egyéni park                                          | Keegan Palmer · Ausztrália (AUS) | Pedro Barros · Brazília (BRA)   | Cory Juneau · Egyesült Államok (USA)  |
| Férfi egyéni utcai                                         | Horigome Júto · Japán (JPN)      | Kelvin Hoefler · Brazília (BRA) | Jagger Eaton · Egyesült Államok (USA) |
| Női egyéni park                                            | Joszozumi Szakura · Japán (JPN)  | Hiraki Kokona · Japán (JPN)     | Sky Brown · Nagy-Britannia (GBR)      |
| Női egyéni utcai                                           | Nisija Momidzsi · Japán (JPN)    | Rayssa Leal · Brazília (BRA)    | Nakajama Fúna · Japán (JPN)           |